# Марин, Рэзван
Рэзван Габриэль Марин (рум. Răzvan Gabriel Marin; 23 мая 1996 года, Бухарест) — румынский футболист, полузащитник итальянского клуба «Кальяри» и сборной Румынии. Участник чемпионата Европы 2024.
Является сыном известного в прошлом румынского игрока Петре Марина, выступавшего за сборную с 2004 по 2007 год.

## Клубная карьера
Марин является воспитанником румынского клуба «Вииторул». Закончил его академию в 2013 году, стал подтягиваться к основному составу клуба. 18 октября 2013 года, в возрасте 16 лет, дебютировал в румынском чемпионате в поединке против «Стяуа», выйдя на замену на 83-й минуте вместо Алена Кырсточеа. Всего в дебютном сезоне провёл 10 встреч, в основном выходя на замену.
В сезоне 2014/15 был ближе к основному составу, однако продолжал считаться игроком замены. Сыграл 17 встреч, в 7 из них выходил в основе. 15 марта 2015 года забил первый профессиональный мяч в ворота «ЧФР». В сезоне 2015/2016 стал незаменимым игроком обоймы, провёл 28 встреч, в которых забил три мяча, благодаря чему в следующим сезоне стал получать вызовы в национальную команду.
20 января 2017 года перешёл в льежский «Стандард». По сообщениям румынской прессы, сумма трансфера составила 2,4 млн. евро.
4 апреля 2019 года подписал пятилетний контракт с амстердамским «Аяксом».
31 августа 2020 года перешёл в итальянский «Кальяри», подписав с клубом пятилетний контракт. По соглашение сторон, до конца сезона Марин будет выступать за итальянский клуб на правах аренды. 20 сентября 2020 года дебютировал за «Кальяри» в рамках Серии А в выездной встрече против «Сассуоло» (1:1), выйдя в стартовом составе, был заменён на 76-й минуте на Кристиана Оливу. 6 декабря 2020 года забил свой дебютный гол в Серии А в выездном матче против «Вероны» (1:1), сравняв счёт в матче на 48-й минуте.
5 июля 2022 года перешёл на правах аренды в «Эмполи».

## Карьера в сборной
Являлся игроком юношеских и молодёжных сборных Румынии, однако в стартовом составе появлялся редко, в основном приезжая лишь на сборы. В сентябре 2016 года получил вызов в главную команду страны. 8 октября 2016 года дебютировал в ней в поединке против команды Армении. На 3-й минуте армяне остались в меньшинстве, и игра проходила под диктовку румын, закончившись победой со счётом 5:0. Марин вышел на поле в стартовом составе под 14-м номером, забил третий мяч сборной и первый для себя на 11-й минуте, а на 59-й уже ассистировал своему партнёру.

### Матчи за сборную
| # | Дата           | Место                            | Противник | Голы | Счёт | Турнир          |
| - | -------------- | -------------------------------- | --------- | ---- | ---- | --------------- |
| 1 | 8 октября 2016 | Вазген Саркисян, Ереван, Армения | Армения   | 1    | 0-5  | Отбор к ЧМ-2018 |

## Достижения
«Аякс»
- Обладатель Суперкубка Нидерландов: 2019